# Gottfrid Svensson
Gottfrid Svensson (Upsala, Suecia, 13 de mayo de 1889-Estocolmo, 19 de agosto de 1956) fue un deportista sueco especialista en lucha libre olímpica donde llegó a ser subcampeón olímpico en Amberes 1920.

## Carrera deportiva
En los Juegos Olímpicos de 1920 celebrados en Amberes ganó la medalla de plata en lucha libre olímpica estilo peso ligero, tras el finlandés Kalle Anttila (oro) y por delante del británico Peter Wright (bronce).